# Felix Monheim
Felix Monheim (* 28. Januar 1916 in Aachen; † 27. Januar 1983 ebenda) war ein deutscher Geograph und Hochschullehrer.

## Leben und Wirken
Felix Monheim war der Sohn des Kaufmanns Mathieu Monheim (1878–1940) und der Josefine van Erckelenz (1882–1961) sowie Enkel des Aachener Schokoladenfabrikanten Leonard Monheim.
Nach seiner Schulzeit und seinen Studiengängen zum Geograph promovierte Monheim im Jahr 1943 mit der Dissertation „Die Bewässerungswiesen des Siegerlandes – Eine pflanzensoziologische und wirtschaftsgeographische Untersuchung“ und habilitierte sich 1954 in Heidelberg mit seiner Schrift „Agrargeographie der westlichen Hochalpen mit besonderer Berücksichtigung der Feldsysteme“. Anschließend wurde er im November 1956 zunächst zum außerordentlichen Professor für Geographie an der Technischen Hochschule zu Aachen ernannt und 1963 zum ordentlichen Professor befördert. Einer seiner Schwerpunkte waren sozio-geographische Forschungen auf dem südamerikanischen Kontinent.
Darüber hinaus wurde Monheim zum Dekan der Fakultät für Allgemeine Wissenschaften der Aachener Hochschule gewählt. In dieser Funktion war er im Jahr 1964 maßgeblich an der Gründung und Ausgestaltung der neuen Philosophischen Fakultät der nunmehrigen RWTH Aachen beteiligt, zu deren erstem Dekan er für ein Semester ernannt wurde.
Monheim bekleidete seinen Lehrstuhl an der RWTH bis zu seiner Emeritierung im Jahr 1981 und verstarb zwei Jahre später am 27. Januar 1983. Nach seinem Tod setzte seine Witwe Ingeborg Monheim, geb. Schmiedeknecht (1915–2010), die von ihrem Mann begonnene Arbeit zur Veröffentlichung der Reisetagebücher des Südamerika-Forschers Carl Troll aus den 1920er Jahren fort und konnte sie 1985 in der Akademie der Wissenschaften als reich illustriertes Buch herausgeben.
Monheims Söhne traten in die Fußstapfen des Vaters, wobei Heiner Monheim als Geograph und Verkehrswissenschaftler an der Universität Trier und Rolf Monheim, ebenfalls Geograph, als Professor für angewandte Stadtgeographie an der Universität Bayreuth gelehrt haben.

## Schriften (Auswahl)
- Die Bewässerungswiesen des Siegerlandes : Eine pflanzensoziologische und wirtschaftsgeographische Untersuchung. Dissertation. Hirzel Verlag, Leipzig 1943.
- Agrargeographie der westlichen Hochalpen mit besonderer Berücksichtigung der Feldsysteme. Habilitationsschrift. Geographisch-kartographische Anstalt, Gotha 1954.
- Beiträge zur Klimatologie und Hydrologie des Titicacabeckens. Geographisches Institut Universität Heidelberg, 1956.
- Agrargeographie des Neckarschwemmkegels : Histor. Entwicklung und heutiges Bild einer kleinräumig differenzierten Agrarlandschaft. Kayser Verlag, Heidelberg 1961.
- Junge Indianerkolonisation in den Tiefländern Ostboliviens. Westermann Verlag, 1965.
- 20 [Zwanzig] Jahre Indianerkolonisation in Ostbolivien. Steiner Verlag, Wiesbaden 1977, ISBN 3-515-02563-4.
- Johann Peter Joseph Monheim : 1786–1855 ; Apotheker u. Chemiker, sozial engagierter Bürger und Politiker zu Aachen. Mayer Verlag, Aachen 1981, ISBN 3-87519-028-9.
- mit Gerrit Köster: Die wirtschaftliche Erschliessung des Departement Santa Cruz (Bolivien) seit der Mitte des 20. [zwanzigsten] Jahrhunderts. Steiner Verlag, Wiesbaden 1982, ISBN 3-515-03635-0.